# هنابرد (آرارات)
هنابرد (به ارمنی: Հնաբերդ) یک شهر در ارمنستان است که در استان آرارات واقع شده‌است. هنابرد در کیلومتری شمال آرتاشات، مرکز استان آرارات واقع شده است.

## خصوصیات
هنابرد ۶۵۴ نفر جمعیت دارد و در ارتفاع  متر بالاتر از سطح دریا قرار گرفته است.